# روبن راوسينغ
أندرس روبن راوسينغ (17 يونيو 1895 - 10 أغسطس 1983) رجل أعمال سويدي ومؤسس شركة تغليف المواد الغذائية السائلة تترا باك.
تخرج من مدرسة ستوكهولم للاقتصاد عام 1918 في نهاية الحرب العالمية الأولى. وبحلول عام 1920 ، حصل على درجة الماجستير في العلوم من جامعة كولومبيا في نيويورك.
خلال دراسته في الولايات المتحدة ، شاهد روبن متاجر «الخدمة الذاتية» كان يرى أن هذا المفهوم سيتم اعتماده في أوروبا ، وبالتالي زيادة الطلب على السلع المعبأة مسبقًا.في عام 1929 ، وهو عام انهيار سوق الأسهم في وول ستريت الذي تسبب في الكساد الكبير ، أسس هو وإريك أوكرلوند أول مصنع متخصص في اسكندنافيا للتعبئة والتغليف في السويد.كان من المقرر أن تصبح شركة راوسينغ و أوكرلوند واحدة من أكبر شركات تصنيع العبوات في أوروبا ،
وضمن هذه الشركة تمت الخطوات الأولى في تطوير كرتون الحليب.
بدأ مؤسس Tetra Pak روبن راوسينغ بدلاً من ذلك بدراسة السوق حتى يتمكن من تحديد ما يجب أن تكون شركته المستقبلية قادرة على القيام به، في سبتمبر 1952 ، تم تسليم أول آلة تترا باك إلى جمعية لونداورتنز الألبان . في نوفمبر من العام نفسه ، بدأت منتجات الألبان في بيع القشدة في عبوات مكونة من ديسيلتر رباعي السطوح.